# Амлинг, Фриц
Фриц А́млинг (нем. Fritz Amling) (16 января 1916, Прусская Голландия, Восточная Пруссия, Германская империя — 6 марта 1994, Майнц, Германия) — немецкий танкист-ас Второй мировой войны, кавалер Рыцарского креста Железного креста за уничтожение 42 советских танков в течение 48 часов во время Второй Ржевско-Сычёвской операции.

## Биография
Фриц Амлинг родился 16 января 1916 года в провинции Прусская Голландия Восточной Пруссии в семье фермера. Окончил школу.
1 октября 1937 года призван в вермахт в 24-й артиллерийский полк. Ещё в довоенное время 10 мая 1939 года был повышен в звании до вахмистра, и в этом звании в составе 24-й пехотной дивизии принимал участие в Польской и Французской кампаниях.
После начала военных действий против Советского Союза 1 октября 1941 года получил повышение до обервахмистра и направлен на Восточный фронт в 202-й самоходный артиллерийский батальон (нем. Sturmgeschütz-Abteilung 202), который к тому времени был под командованием майора Ганса Мардера (нем. Hans Marder) и организационно входил в группу армий «Центр».
С осени 1942 года 202-й самоходный артиллерийский батальон включен в состав XXXIX танкового корпуса 78-й пехотной дивизии и 11-12 декабря 1942 года направлен в район Подосиновка — Жеребцово — Холм — Талица — Старое Мурзино — Хлепень для стабилизации сложившегося критического положения на фронте в результате начала наступательной операции советских войск «Марс».
Командир орудия 3-й батареи Фриц Амлинг вместе со своим наводчиком Бруно Гусковски (нем. Bruno Guskowski) держали оборону на своём участке, уничтожив 42 советских танка в течение 48-ми часов.  При этом Амлингу удалось только в первый день советского наступления подбить 24 танка, из которых 5 — в течение одной минуты. Во время боя был ранен, но продолжал вести огонь.
11 декабря 1942 года Фриц Амлинг был награждён за этот подвиг Рыцарским крестом Железного креста (телеграмма из штаб-квартиры фюрера пришла вечером 11 декабря 1942). 24 декабря 1942 года состоялось торжественное вручение награды на построении в Сычёвке.
1 марта 1943 года Фриц Амлинг переведён в 300-й учебно-запасной самоходный артиллерийский батальон в Нейсе, где обучал личный состав.
Фриц Амлинг умер 6 марта 1994 года в Майнце.

## Награды
- Рыцарский крест Железного креста (11 декабря 1942[1][2])
- Железный крест II класса (26 января 1942[2])
- Железный крест I класса (7 декабря 1942[2])
- Знак за ранение III степени
- Знак за ранение II степени[2]
- серебряная медаль «За танковую атаку»[2]
- медаль «За зимнюю кампанию на Востоке 1941/42» (1942)[2]
- Медаль «За выслугу лет в вермахте» IV класса[2]